# Travis Tritt

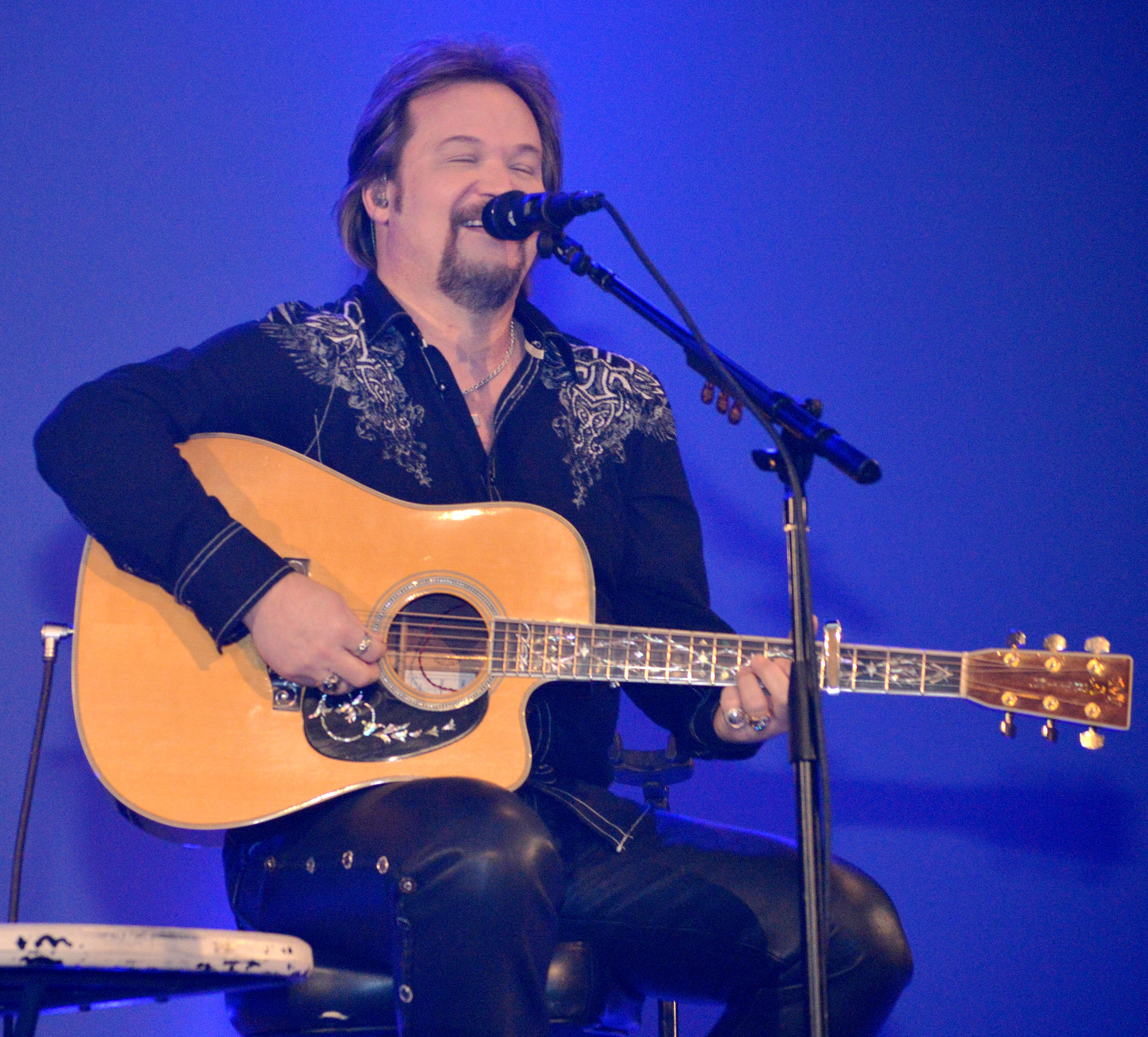
Travis Tritt (2014)

James Travis Tritt (* 9. Februar 1963 in Marietta, Georgia) ist ein US-amerikanischer Country-Sänger. Er hatte mehr als 30 Titel in den Country-Charts, davon fünf Nummer-eins-Hits.

## Anfänge
Tritt begeisterte sich schon in frühester Kindheit für Country-Musik. Er brachte sich selbst das Gitarrespielen bei und schrieb seinen ersten Song mit 14 Jahren. Da seine Eltern gegen eine Musikerlaufbahn waren, nahm er nach dem Schulabschluss zunächst Alltagsjobs an. Bei einem Klimaanlagenhersteller brachte er es bis zum Vorarbeiter. Er flüchtete sich in eine frühe Ehe, die nur von kurzer Dauer war.
1982 gab Tritt seine Jobs auf und konzentrierte sich auf Auftritte in Clubs und Tanzhallen. Ein paar Jahre später erschien er im Heimstudio des Warner-Managers Danny Davenport, um ein Demoband mit selbst geschriebenen Songs einzuspielen. Davenport war von der Qualität der Songs beeindruckt. Nachdem er sich von den Fähigkeiten Tritts bei Live-Auftritten überzeugt hatte, beschloss er, den Nachwuchsmusiker zu fördern. Innerhalb von zwei Jahren wurde ein Demo-Album erstellt, das schließlich 1988 zu einem Vertrag mit dem Warner-Label führte.

## Karriere

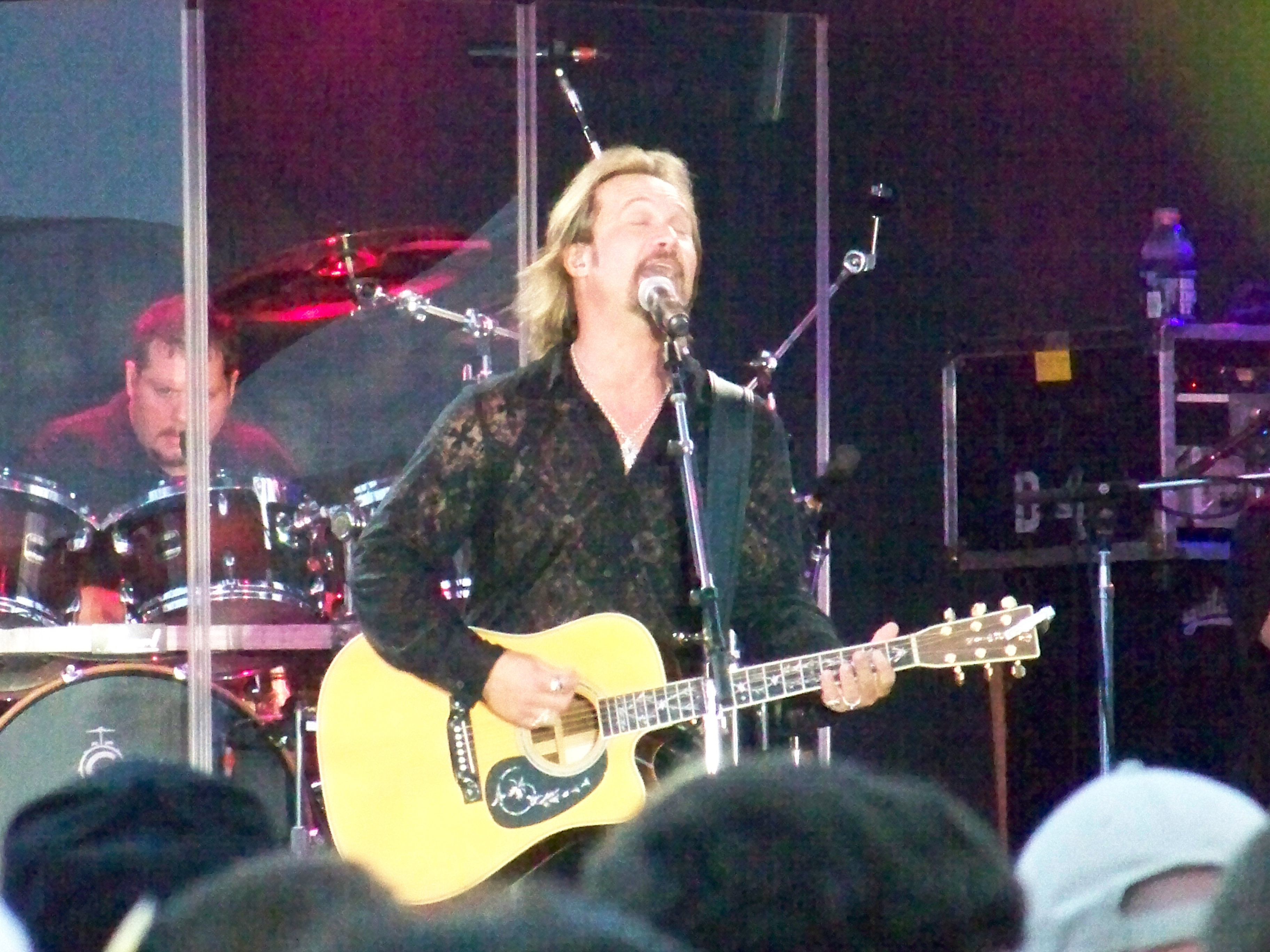
Travis Tritt (2009)

Betreut wurde Tritt von Ken Kragen, dem Manager von Kenny Rogers. Seine erste Single Country Club erschien 1989 und schaffte es bis in die Top Ten der Country-Charts. Das gleichnamige Album war ebenfalls erfolgreich und erreichte innerhalb eines Jahres Platin-Status. Die ausgekoppelte Single Help Me Hold On wurde zu Tritts erstem Nummer-eins-Hit.
Seine Mischung aus Honky Tonk und Southern Rock war auch in den nächsten Jahren erfolgreich. Sein zweites Album, It’s All About To Change, wurde nach wenigen Monaten mit Platin ausgezeichnet. Die Single Anymore erreichte Platz eins der Country-Charts. 1991 erhielt er den CMA Horizon Award, mit dem das vielversprechendste Talent geehrt wird. Ein Jahr später wurde er gemeinsam mit Marty Stuart für ihr Duett The Whiskey Ain’t Workin’ mit einem Grammy und dem CMA Award Vocal Event of the Year ausgezeichnet. Mit seinem Freund Marty Stuart wurden noch weitere Songs eingespielt, und man ging gemeinsam auf Tournee. 1992 wurde Tritt Mitglied der Grand Ole Opry.
Die Erfolgssträhne hielt bis Ende des Jahrzehnts an. Praktisch jedes Album wurde mehr als eine Million Mal verkauft und mit Platin ausgezeichnet. Zahlreiche Singles konnten sich in den Top Ten platzieren. 1998 hatte Tritt einen Gastauftritt im Film Blues Brothers 2000. Im Jahr 2000 wechselte Tritt zum Sony-Label und konnte mit der Single Best of Intentions seinen fünften Nummer-eins-Hit platzieren.

## Privatleben und Ehrungen
1997 heiratete Tritt zum dritten Mal, das Paar lebt in Hiram, Georgia und hat drei Kinder. Die Stadt Hiram hat einen Highway nach Travis Tritt benannt.

## Diskografie

### Alben
| Jahr          | Titel                                                | Höchstplatzierung, Gesamtwochen, AuszeichnungChartplatzierungen (Jahr, Titel, Platzierungen, Wochen, Auszeichnungen, Anmerkungen) | Höchstplatzierung, Gesamtwochen, AuszeichnungChartplatzierungen (Jahr, Titel, Platzierungen, Wochen, Auszeichnungen, Anmerkungen) | Anmerkungen                                          |
| Jahr          | Titel                                                | US | Country | Anmerkungen                                          |
| ------------- | ---------------------------------------------------- | --- | --- | ---------------------------------------------------- |
| Studioalben   |                                                      | | |                                                      |
|               |                                                      | | |                                                      |
| 1990          | Country Club                                         | US70 ×2Doppelplatin · (99 Wo.)US                                                                                                  | Country3 (159 Wo.)Country |                                                      |
| 1991          | It’s All About To Change                             | US22 ×3Dreifachplatin · (94 Wo.)US                                                                                                | Country2 (132 Wo.)Country |                                                      |
| 1992          | T-R-O-U-B-L-E                                        | US27 ×2Doppelplatin · (57 Wo.)US                                                                                                  | Country6 (108 Wo.)Country |                                                      |
| 1993          | Travis Tritt Christmas: Loving Time Of The Year      | US75 (8 Wo.)US | Country23 (15 Wo.)Country |                                                      |
| 1994          | Ten Feet Tall And Bulletproof                        | US20 ×2Doppelplatin · (44 Wo.)US                                                                                                  | Country3 (72 Wo.)Country |                                                      |
| 1996          | The Restless Kind                                    | US53 Platin · (29 Wo.)US | Country7 (79 Wo.)Country |                                                      |
| 1998          | No More Looking Over My Shoulder                     | US119 (4 Wo.)US | Country15 (24 Wo.)Country |                                                      |
| 2000          | Down The Road I Go                                   | US51 Platin · (88 Wo.)US | Country8 (104 Wo.)Country |                                                      |
| 2002          | Strong Enough                                        | US27 (9 Wo.)US | Country4 (34 Wo.)Country |                                                      |
| 2004          | My Honky Tonk History                                | US50 (4 Wo.)US | Country7 (30 Wo.)Country |                                                      |
| 2007          | The Storm                                            | US28 (6 Wo.)US | Country3 (14 Wo.)Country |                                                      |
| 2013          | The Calm After...                                    | US190 (1 Wo.)US | Country31 (4 Wo.)Country | Wiederveröffentlichung von The Storm mit Bonustiteln |
| 2021          | Set In Stone                                         | — | Country49 (1 Wo.)Country |                                                      |
| Livealben     |                                                      | | |                                                      |
|               |                                                      | | |                                                      |
| 2016          | A Man And His Guitar: Live From The Franklin Theatre | — | Country44 (1 Wo.)Country |                                                      |
| Kompilationen |                                                      | | |                                                      |
|               |                                                      | | |                                                      |
| 1995          | Greatest Hits – From The Beginning                   | US21 Platin · (37 Wo.)US | Country3 (104 Wo.)Country |                                                      |
| 2000          | Super Hits Series Volume 2: Travis Tritt             | — | Country50 (30 Wo.)Country |                                                      |
| 2002          | The Rockin’ Side                                     | — | Country66 (6 Wo.)Country |                                                      |
| 2002          | The Lovin’ Side                                      | — | Country48 (23 Wo.)Country |                                                      |
| 2007          | The Very Best Of Travis Tritt                        | US124 (38 Wo.)US | Country21 (70 Wo.)Country |                                                      |

Weitere Alben
- 1987: Proud of the Country
- 2003: Essentials

### Singles
| Jahr | Titel Album                                                                   | Höchstplatzierung, Gesamtwochen, AuszeichnungChartplatzierungen (Jahr, Titel, Album, Platzierungen, Wochen, Auszeichnungen, Anmerkungen) | Höchstplatzierung, Gesamtwochen, AuszeichnungChartplatzierungen (Jahr, Titel, Album, Platzierungen, Wochen, Auszeichnungen, Anmerkungen) | Anmerkungen                                                               |
| Jahr | Titel Album                                                                   | US | Country | Anmerkungen                                                               |
| ---- | ----------------------------------------------------------------------------- | --- | --- | ------------------------------------------------------------------------- |
| 1989 | Country Club                                                                  | — | Country9 (26 Wo.)Country |                                                                           |
| 1990 | Help Me Hold On Country Club                                                  | — | Country1 (26 Wo.)Country | eine Woche auf Platz 1                                                    |
| 1990 | I’m Gonna Be Somebody Country Club                                            | — | Country2 (21 Wo.)Country |                                                                           |
| 1990 | Put Some Drive in Your Country Country Club                                   | — | Country28 (18 Wo.)Country |                                                                           |
| 1991 | Drift Off to Dream Country Club                                               | — | Country3 (20 Wo.)Country |                                                                           |
| 1991 | Here’s a Quarter (Call Someone Who Cares) It’s All About to Change            | — | Country2 (20 Wo.)Country |                                                                           |
| 1991 | Anymore It’s All About to Change                                              | — | Country1 (20 Wo.)Country | zwei Wochen auf Platz 1                                                   |
| 1992 | The Whiskey Ain’t Workin’ It’s All About to Change                            | — | Country2 (20 Wo.)Country | mit Marty Stuart                                                          |
| 1992 | This One's Gonna Hurt You (For a Long, Long Time) This One's Gonna Hurt You   | — | Country7 (20 Wo.)Country | mit Marty Stuart                                                          |
| 1992 | Nothing Short of Dying It’s All About to Change                               | — | Country4 (20 Wo.)Country |                                                                           |
| 1992 | Bible Belt (from „My Cousin Vinny“) T-R-O-U-B-L-E                             | — | Country72 (3 Wo.)Country | mit Little Feat chartplatzierte B-Seite der Single Nothing Short of Dying |
| 1992 | Lord Have Mercy on the Working Man T-R-O-U-B-L-E                              | — | Country5 (20 Wo.)Country |                                                                           |
| 1993 | Can I Trust You with My Heart T-R-O-U-B-L-E                                   | — | Country1 (20 Wo.)Country | zwei Wochen auf Platz 1                                                   |
| 1993 | T-R-O-U-B-L-E                                                                 | — | Country13 (20 Wo.)Country |                                                                           |
| 1993 | Looking Out for Number One T-R-O-U-B-L-E                                      | — | Country11 (20 Wo.)Country |                                                                           |
| 1993 | Worth Every Mile T-R-O-U-B-L-E                                                | — | Country30 (17 Wo.)Country |                                                                           |
| 1994 | The Devil Comes Back to Georgia Heroes                                        | — | Country54 (10 Wo.)Country | Mark O’Connor mit Charlie Daniels, Johnny Cash und Marty Stuart           |
| 1994 | Take It Easy Common Thread: The Songs of the Eagles                           | — | Country21 (22 Wo.)Country | Single auf einem Kollaborationsalbum                                      |
| 1994 | Foolish Pride Ten Feet Tall and Bulletproof                                   | — | Country1 (20 Wo.)Country | eine Woche auf Platz 1                                                    |
| 1994 | Ten Feet Tall and Bulletproof                                                 | — | Country22 (16 Wo.)Country |                                                                           |
| 1995 | Between an Old Memory and Me Ten Feet Tall and Bulletproof                    | — | Country11 (20 Wo.)Country |                                                                           |
| 1995 | Tell Me I Was Dreaming Ten Feet Tall and Bulletproof                          | — | Country2 (20 Wo.)Country |                                                                           |
| 1995 | Sometimes She Forgets Greatest Hits: From the Beginning                       | — | Country7 (20 Wo.)Country |                                                                           |
| 1996 | Only You (And You Alone) Greatest Hits: From the Beginning                    | — | Country51 (8 Wo.)Country |                                                                           |
| 1996 | More Than You’ll Ever Know The Restless Kind                                  | — | Country3 (20 Wo.)Country |                                                                           |
| 1996 | Honky Tonkin’ What I Do Best –                                                | — | Country23 (20 Wo.)Country |                                                                           |
| 1997 | Where Corn Don’t Grow The Restless Kind                                       | — | Country6 (20 Wo.)Country |                                                                           |
| 1997 | Here’s Your Sign (Get the Picture) –                                          | US43 (20 Wo.)US | Country29 (20 Wo.)Country | Bill Engvall mit Special Guest Travis Tritt                               |
| 1997 | She’s Going Home With Me The Restless Kind                                    | — | Country24 (20 Wo.)Country |                                                                           |
| 1997 | Helping Me Get Over You The Restless Kind                                     | — | Country18 (20 Wo.)Country | mit Lari White                                                            |
| 1998 | Still in Love With You The Restless Kind                                      | — | Country23 (20 Wo.)Country |                                                                           |
| 1998 | If I Lost You No More Looking Over My Shoulder                                | US86 (11 Wo.)US | Country29 (20 Wo.)Country |                                                                           |
| 1999 | No More Looking Over My Shoulder                                              | — | Country38 (17 Wo.)Country |                                                                           |
| 1999 | Start the Car No More Looking Over My Shoulder                                | — | Country52 (10 Wo.)Country |                                                                           |
| 1999 | Move It on Over –                                                             | — | Country66 (4 Wo.)Country | mit George Thorogood                                                      |
| 2000 | Best of Intentions Down the Road I Go                                         | US27 (22 Wo.)US | Country1 (34 Wo.)Country | eine Woche auf Platz 1                                                    |
| 2001 | It’s a Great Day to Be Alive Down the Road I Go                               | US33 (20 Wo.)US | Country2 (38 Wo.)Country |                                                                           |
| 2001 | Love of a Woman Down the Road I Go                                            | US39 (20 Wo.)US | Country2 (32 Wo.)Country |                                                                           |
| 2002 | Modern Day Bonnie and Clyde Down the Road I Go                                | US55 (11 Wo.)US | Country8 (21 Wo.)Country |                                                                           |
| 2002 | Strong Enough to Be Your Man Strong Enough                                    | — | Country13 (29 Wo.)Country |                                                                           |
| 2002 | Lonesome, On’ry and Mean I’ve Always Been Crazy: A Tribute to Waylon Jennings | — | Country50 (4 Wo.)Country | Single auf einem Kollaborationsalbum                                      |
| 2003 | Country Ain’t Country Strong Enough                                           | — | Country26 (26 Wo.)Country |                                                                           |
| 2003 | Southern Boy Redneck Fiddlin’ Man                                             | — | Country51 (6 Wo.)Country | Charlie Daniels Band mit Davis Tritt                                      |
| 2004 | The Girl’s Gone Wild My Honky Tonk History                                    | — | Country28 (20 Wo.)Country |                                                                           |
| 2004 | What Say You My Honky Tonk History                                            | — | Country21 (20 Wo.)Country | mit John Mellencamp                                                       |
| 2005 | I See Me My Honky Tonk History                                                | — | Country32 (19 Wo.)Country |                                                                           |
| 2007 | You Never Take Me Dancing The Storm                                           | — | Country27 (21 Wo.)Country |                                                                           |

Weitere Singles
- 1996: Hope
- 1998: Same Old Train
- 2002: Out of Control Raging Fire (mit Patty Loveless)
- 2007: Something Stronger Than Me
- 2013: Sometimes Love Just Ain’t Enough (mit Tyler Reese)
- 2020: Outlaws & Outsiders (Cory Marks feat. Travis Tritt, Ivan Moody & Mick Mars)

## Auszeichnungen für Musikverkäufe
| Goldene Schallplatte - Kanada - 1991: für das Album Country Club - 1992: für das Album T-R-O-U-B-L-E - 1995: für das Album Greatest Hits - 2021: für die Single Outlaws & Outsiders - Vereinigte Staaten - 1993: für das Videoalbum It’s All About to Change | Platin-Schallplatte - Kanada - 1992: für das Album It’s All About to Change - 1995: für das Album Ten Feet Tall and Bulletproof |

Anmerkung: Auszeichnungen in Ländern aus den Charttabellen bzw. Chartboxen sind in ebendiesen zu finden.
| Land/RegionAuszeichnungen für Musikverkäufe (Land/Region, Auszeichnungen, Verkäufe, Quellen) | Gold     | Platin       | Verkäufe   | Quellen         |
| -------------------------------------------------------------------------------------------- | -------- | ------------ | ---------- | --------------- |
| Kanada (MC)                                                                                  | 4× Gold4 | 2× Platin2   | 390.000    | musiccanada.com |
| Vereinigte Staaten (RIAA)                                                                    | Gold1    | 12× Platin12 | 12.050.000 | riaa.com        |
| Insgesamt                                                                                    | 4× Gold4 | 14× Platin14 |            |                 |

## Filmografie (Auswahl)
- 1996: Eingeschneite Herzen
- 1998: Blues Brothers 2000
- 1999: Ein Hauch von Himmel (Touched by an Angel, Fernsehserie, Folge 5x25 Hearts)
- 2005: 2001 Maniacs
- 2018: Forever My Girl